# هيديكي كوتشي
هيديكي كوتشي (باليابانية: 大河内 英樹) (9 أغسطس 1985 في آيتشي في اليابان – )؛ هو لاعب كرة قدم سابق كان يلعب كمدافع.